# Necyla flavonotata
Necyla flavonotata är en insektsart som beskrevs av Bo Tjeder 1963. Necyla flavonotata ingår i släktet Necyla och familjen fångsländor. Inga underarter finns listade i Catalogue of Life.